# Saint-Bois
Saint-Bois korábbi község (település) Franciaországban, Ain megyében. 2016 január 1-jén Arbignieu községgel egyesült és delegált községként Arboys en Bugey új község része lett.
Lakosainak száma 138 fő (2018. január 1.). Saint-Bois Arbignieu, Colomieu, Conzieu, Prémeyzel és Saint-Benoît községekkel határos.

## Népesség
A település népessége az elmúlt években az alábbi módon változott:
| Lakosok száma | 146  | 145  | 116  | 113  | 102  | 120  | 127  | 136  | 137  | 138  |
|               | 1962 | 1968 | 1982 | 1990 | 1999 | 2008 | 2011 | 2013 | 2017 | 2018 |